# Джеминьяни, Санте
Санте Джеминьяни (итал. Sante Geminiani; 4 сентября 1919 года, Луго, Италия — 15 августа 1951, Антрим, Северная Ирландия, Великобритания) — итальянский мотогонщик.

## Биография
В 1949 году Санте Джеминьяни дебютировал в чемпионате мира по шоссейно-кольцевым мотогонкам MotoGP, приняв участие в составе заводской команды Moto Guzzi в гонке класса 500cc Гран-При Наций, где финишировал 9-м. В следующем сезоне вновь принял участие лишь в одной гонке чемпионата мира, на этот раз не финишировав. В этом же году в чемпионате Италии Санте занял второе место в классе 500cc.
В сезоне 1951 выступал на полноценной основе. В первых двух гонках не финишировал, однако уже в четвертой, Гран-При Бельгии, поднялся на подиум, заняв 3-е место. В следующей гонке, в Нидерландах не финишировал, а в Франции приехал 13-м. Седьмая гонка сезона, Гран-При Ольстера, ставшую в его жизни последней.
Около 10:00 утра, Санте вместе со своим коллегой по команде Джанни Леоне, а также гонщиком Энрико Лоренцетти ехали по трассе Клади в рамках свободной практики Гран-При Ольстера, которое должно было состояться через 3 дня. После нескольких кругов Джеминьяни и Лоренцетти заехали в боксы для замены мотоциклов, тогда как Леони продолжил свое движение по трассе. Через некоторое время последний заметил отсутствие коллег и решил вернуться назад, чтобы посмотреть, что случилось. Он развернулся и поехал против направления движения. Тем временем Джеминьяни и Лоренцетти, покинув боксы, отправились на трассу для дальнейшего движения. Через некоторое время они встретили Леоне, расстояние между ними было небольшим и Джеминьяни не удалось избежать столкновения. Санте и Леони столкнулись лоб-в-лоб, их скорость, по оценкам, составляла примерно 100 км/час. Лоренцетти, который ехал на расстоянии примерно 100 метров позади, тоже не избежал столкновения, однако успел сбавить скорость.
Санте Джеминьяни при столкновении подлетел в воздух и пролетел около 40 метров от места аварии, погибнув мгновенно. Джанни Леоне смог подняться на мгновение, но сразу же упал без сознания и умер в тот же день в больнице в Белфасте; Энрико Лоренцетти отделался незначительными травмами.
Несмотря на смерть двух заводских гонщиков и выбытием еще одного, команда Moto Guzzi не прекратила своего участия в гонке, в которой ее гонщик Бруно Руффо одержал победу в классе 250cc.